# پریش آلاردویل، نیوبرانزویک
پریش آلاردویل، نیوبرانزویک (به انگلیسی: Allardville Parish, New Brunswick) یک سکونتگاه مسکونی در کانادا است که در نیوبرانزویک واقع شده‌است.

## خصوصیات
پریش آلاردویل ۲٬۱۵۱ نفر جمعیت دارد.